# Xylotrechus gemellus
Xylotrechus gemellus là một loài bọ cánh cứng trong họ Cerambycidae.